# Stenocader
Stenocader is een geslacht van wantsen uit de familie van de Tingidae (Netwantsen). Het geslacht werd voor het eerst wetenschappelijk beschreven door Drake & Hambleton in 1944.

## Soorten
Het genus bevat de volgende soorten:

- Stenocader mapu Carpintero & Montemayor, 2008
- Stenocader tingidoides (Spinola, 1852)